# کامپیون (سری‌لانکا)
کامپیون (به لاتین: Campion) یک منطقهٔ مسکونی در سری‌لانکا است که در استان مرکزی (سری‌لانکا) واقع شده‌است.